# 大山古墳群
大山古墳群（おおやまこふんぐん）は、愛知県小牧市の大山地区と野口地区の丘陵地にある古墳群。野口・大山古墳群とも呼ばれる。詳しい調査は行なわれていないが、残された石室などから古墳時代のものと考えられている。

## 概要
この辺りには条里の遺跡もわずかに見つかっており、古くから人が住んでいたことが分かっている。また7世紀後半、古墳群の東側に正福寺が創建され非常に栄えた。古墳が築造されなくなった時期とこの寺の創建が重なることから、仏教の布教により築造されなくなったのではないかと考えられている。
なお、古墳のほとんどは石室が露出しているか、すでに埋没している状態である。また副葬品の多くはすでに持ち去られているが、この古墳群から出土したと思われる須恵器の提瓶と短頸壷が、現在小牧市歴史館に展示・保存されている。

## 歴史
- 6世紀後半〜7世紀頃 - 古墳が築造される。
- 7世紀後半 - 正福寺創建。

## 主な古墳
- 大山1号墳
- 大山3号墳
- 大山4号墳
- 神尾前古墳
- 北新池古墳
- 野口古墳

## 所在地
- 愛知県小牧市大字大山・野口地内